# 抗日战争第五战区
抗日战争第五戰區是指1937年盧溝橋事變爆發後，為了因應戰爭形勢，中華民國國民政府於中國境內劃分，國民革命軍與日軍作戰的戰區之一。最初第五戰區所轄範圍為山東南部及江蘇北部，後來視戰爭實際情況，第五戰區分別於1938年、1939年、1944年做過數次相當大規模的更動。

## 1937年
中國戰區首次劃分是於1937年8月。第五戰區劃分是以山東南部及江蘇北部，而該戰區司令長官為蔣中正兼任，副司令長官為韓復榘，轄有第3集團軍（集團軍司令韓復榘兼）及第5集團軍（集團軍司令顧祝同）。

## 1938年
- 司令長官李宗仁
- 副司令長官李品仙
- 炮兵指挥官张广厚
- 作戰地區為天津至南京浦口之華東一帶（津浦鐵路沿線）
  - 第三集團軍：于學忠
  - 第十一集團軍：李品仙（兼）
  - 第二十一集團軍：廖磊
  - 第二二集團軍：鄧錫侯
  - 第二四集團軍：顧祝同（兼）
  - 第三軍團：龐炳勛
  - 第二七集團軍：楊森

以上共轄27個步兵師、3個步兵旅，不含特種部隊。
- 敵後戰場建制鄂豫邊區游擊、豫鄂皖邊區游擊（廖磊、李品仙）、鄂東游擊區[1]:409-410。

## 1939年
- 司令長官李宗仁
- 副司令長官李品仙
- 炮兵指挥官 黄明润
- 作戰地區為安徽西部湖北北部及河南南部
- 政治部主任韦永成 副主任张元良
- 文化工作委员会：主任钱俊瑞，委员孟宪章、刘江陵、李相符、夏石农、孙林、李伯余等
  - 《鄂北日报》：总编辑胡绳
  - 第21集團軍：廖磊
  - 第33集團軍：張自忠
  - 第11集團軍：李品仙（兼）
  - 第22集團軍：孫震
  - 第29集團軍：王纘緒
  - 第31集團軍：汤恩伯

## 1944年
- 司令長官李宗仁
- 副司令长官 孙震
- 参谋长：徐祖贻
- 副参谋长：王鸿韶
- 司令长官办公室专任高级参谋：张寿龄中将；中将高级参谋：黄建平、林赐喜、乔商伦、温翘生、李宗清等；少将高级参谋：莫敬修、王润民、温庭秀、梁寿笙
- 秘书室：少将秘书长：周天游     少将机要秘书：黄雪村
- 侍从室：中校参谋：韦志明
- 顾问室：顾问：石颍
- 机要室：少将主任李扬（兼电务科科长）   上校科长谭耀东
- 参谋处处长：吴仲直、高松元少将        
  - 第一科科长李克壮少将        
  - 第二科科长郭克壮少将 
  - 第三科科长梁家驹、郭银光、霍冠南上校
  - 第四科科长吴纪新
- 交通处处长：梁寿笙少将
  - 第一科科长李心五上校        
  - 第二科科长王遵上校、唐真如
- 副官处处长：农之政少将       副处长：林绍宗        
  - 第一科科长姚明上校        
  - 第二科科长孙慕风上校        
  - 第三科科长潘林新上校
- 军需处
- 军务处 处长梁家齐（兼光谷警备司令）
- 卫生处
- 军法分监部 负责人张寿龄
- 军械处
- 军纪督察处 负责人刘仲华
  - 密查队
- 军统局湖北站（驻恩施，对外称湖北省政府保安处第四科，站长朱若愚）江北分站（设在郧阳，由郧阳专员公署掩护，站长萧慧佛）
- 第五战区兵站总监部：总监石化龙/张超
- 第五战区政治部（司令长官部调查室）：主任韦永成 副主任张元良 秘书冯澍少将    上校秘书单鸣皋
  - 第一科（情报）科长黄宝崇上校 
  - 第二科（总务）科长谢汝范上校 
  - 第三科（调查）科长庞郁生上校
- 战区长官部特务团。辖高射机枪连
- 宪兵17团，团长刘家康
- 别动军第六纵队 指挥官徐志道/1943年秋岳独远，副指挥官聂、参谋长曲云章，参谋主任张冠三。抗战后改编为交警总队
- 光谷警备司令部
- 第2集團軍：劉汝明
- 第21集團軍：李品仙
- 第22集團軍：孫震
- 直屬暨特種部隊

## 1945年
1944年底，为防止共产党军队在豫湘桂会战后的新形成的敌占区扩大势力，南北打通，蒋介石决定在大别山增设第十战区，刘峙任第十战区司令长官兼安徽省主席。李宗仁为保住桂系唯一的地盘安徽省，以让出第五战区为交换，转任汉中行营主任。
- 第五战区司令长官刘峙
- 副司令长官：郭寄峤、孙震
- 参谋长赵子立
  - 副官处长王敬先
- 政治部主任杨晶
- 第二集团军：总司令刘汝明
  - 第五十五军军长：曹福林    第29师师长：荣光兴    第74师师长：李益智    第81师师长：葛开祥
  - 第六十八军军长：刘汝珍    第119师师长：刘广信    暂36师师长：崔贡琛    第143师师长：黄樵松
  - 豫鄂挺进军 司令：杜大中    第1纵队 司令：曹文彬    第7纵队司令：王冠五
  - 直辖第22师  师长：单裕丰
- 第22集团军：总司令：孙震
  - 第四十一军军长：曾甦元    第122师 师长：张宜武    第123师 师长：汪朝濂    第124师师长：刘公台
  - 第四十五军军长：陈鼎勋    第125师 师长：王匣锋    第127师 师长：王澂熙    暂1师师长：李才桂
- 第四十七军军长：李宗舫    第104师 师长：杨显名    第178师师长：李家英
- 第八十九军军长：顾锡九    第 20师 师长：谭乃大
- 第3纵队司令：曾宪成
- 第6纵队 司令：曹勗
- 第9纵队 司令：李朗星
- 第六十九军军长：米文和    第181师 师长：张雨亭    暂28师师长：陈光然
- 炮16团团长：刘惇
- 工兵4团团长：吴仲湘
- 通信5团 团长：沈蕴存
- 宪17团团长：刘家康
- 别动队司令：岳烛远
- 第5兵站总监：张元滨

## 1945年抗战胜利时
第五战区辖：
- 第二集团军：总司令刘汝明4个师
  - 第五十五军军长：曹福林    第29师师长：荣光兴    第74师师长：李益智    第81师师长：葛开祥
  - 第六十八军军长：刘汝珍    第119师师长：刘广信    暂36师师长：崔贡琛    第143师师长：黄樵松
- 第22集团军：总司令：孙震4个师
  - 第四十一军军长：曾甦元    第122师 师长：张宜武    第123师 师长：汪朝濂    第124师师长：刘公台
  - 第四十五军军长：陈鼎勋    第125师 师长：王匣锋    第127师 师长：王澂熙    暂1师师长：李才桂
- 第10集团军：总司令王敬久5个师
  - 国民革命军第十军赵锡田
  - 国民革命军第六十六军
  - 国民革命军第九十二军侯镜如

第五戰區受降区：安徽西部、湖北北部及河南南部。从信阳至郑州的平汉路。1945年9月10日，胡宗南第一战区前进指挥所裴昌会部抢先接收了郑州、洛阳、开封；第31集团军总司令王仲廉为豫北先遣军总司令。
日俘集結地：郾城
1945年9月20日在漯河接受日本第12军一部的投降。

## 改組
1945年12月21日正式发表第五战区改組為鄭州綏靖公署。